# Anita Zagaria
Anita Zagaria (geb. am 27. Juni 1954 in Neapel) ist eine italienische Schauspielerin. Im deutschsprachigen Raum ist sie vor allem durch ihre Hauptrolle in der von ORF und Sat.1 produzierten Fernsehserie Der Bergdoktor (1992–1997) bekannt geworden.

## Biografie
Anita Zagaria begann ihre Karriere als Theaterdarstellerin. Ab Anfang der 1980er Jahre übernahm sie auch Nebenrollen in italienischen Film- und Fernsehproduktionen. Ihr Kinodebüt gab sie 1983 unter der Regie von Terence Hill in der Komödie Keiner haut wie Don Camillo.
1989 war sie erstmals in einer deutschsprachigen Produktion zu sehen, als sie in der Fernsehserie Zwei Münchner in Hamburg (ZDF, 1989–1993) eine Nebenrolle übernahm. Bekannt wurde sie in Deutschland und Österreich durch ihre Hauptrolle der italienischen Ärztin Sabina Spreti, die sie ab 1992 in den ersten vier Staffeln der erfolgreichen Fernsehserie Der Bergdoktor verkörperte. Nach ihrem Ausscheiden aus der Serie war sie regelmäßig in weiteren italienischen und deutschsprachigen Produktionen zu sehen.

## Filmografie (Auswahl)

### Kino
- 1983: Keiner haut wie Don Camillo (Don Camillo)
- 1984: Inzest (L’attenzione)
- 1984: Die 100 Tage von Palermo (Cento giorni a Palermo)
- 1985: Der Professor (Il camorrista)
- 1986: So gut wie tot (Sembra morto… ma è solo svenuto)
- 1986: Zone Troopers
- 1986: Grandi magazzini
- 1987: Mann unter Feuer (Man on Fire)
- 1989: Queen of Hearts
- 1997: Alle für die Mafia

### Fernsehen
- 1989: Zwei Münchner in Hamburg (Fernsehserie)
- 1990: The Gravy Train (Fernsehfilm)
- 1991: The Gravy Train Goes East (Fernsehfilm)
- 1992: Der Killer Kodex (Killer rules) (Fernsehfilm)
- 1992–1995: Der Bergdoktor (Fernsehserie, 60 Folgen)
- 1993: Flash – Der Fotoreporter (Fernsehfilm)
- 1994: Fair Game (Fernsehfilm)
- 1995: Die Bibel – Moses (Fernsehfilm)
- 1996: Il maresciallo Rocca (Miniserie)
- 1997: Nicholas – Ein Kinderherz lebt weiter (Il dono di Nicholas)
- 1998: Die Bibel – Jeremia (Geremia il profeta) (Fernsehfilm)
- 1998–2001: Un medico in famiglia (Fernsehserie)
- 1999: Ruf der Berge (Premier de cordée) (Fernsehfilm)
- 2000: Padre Pio
- 2003: Unter der Sonne der Toscana (Fernsehfilm)
- 2006: Butta la luna (Fernseh-Miniserie)